# Павловское сельское поселение (Каргопольский район)
Павловское се́льское поселе́ние или муниципа́льное образова́ние «Павловское» — муниципальное образование  со статусом сельского поселения в Каргопольском муниципальном районе Архангельской области.
Соответствует административно-территориальным единицам в Каргопольском районе — Калитинский, Лодыгинский и Павловский сельсоветы.
Административный центр — посёлок Пригородный.

## География
Павловское сельское поселение занимает в центр, восток и юг Каргопольского района Архангельской области. Граничит с Каргопольским городским поселением, а также Печниковским, Ухотским, Ошевенским, Приозёрным сельскими поселениями Каргопольского района, а также с Коношским и Няндомским районами. 
На территории поселения находится озёра: Лача, Калистое, Иваново, Калково, Святое, Запольское, Лебяжье, реки: Онега, Кинема, Ковжа, Ольга, Ольжинка, Пиньдеша, Югондыш, Кортыша, Девичий, Большая Хосима, Шоршма.

## История
Муниципальное образование было образовано в 2006 году.
Первоначально в 2004 году планировалось создать 3 поселения: Калитинское сельское поселение (административный центр — деревня Калитинка), Лодыгинское сельское поселение (административный центр — деревня Казаково) и собственно Павловское сельское поселение (административный центр — посёлок Пригородный).
В Надпорожье найдены две бронзовые подвески и серебряный дирхем, отчеканенный в первой четверти X века.
В Платёжной книге XVI века названа «волость Павловская в Окологороде», в которой числилось «57 деревень да 5 селищ». Надпорожская волость в XVI веке занимала значительную территорию (около 30 км) по обоим берегам реки Онеги, а также окрестности истока реки Чучексы. В процессе складывания поселенческой структуры данной волости возникло два погоста. Погосты объединили две больших группы селений: Надпорожское сообщество и Ольховское сообщество.
С XVII века, после выделения Ольховской волости, Надпорожская волость Каргопольского уезда являлась самостоятельной административной единицей, с 1860-х годов она состояла только из одного Надпорожского сельского общества.
В деревне Манушкина, располагавшейся на берегу небольшого озерка Манушкинская ляга, в начале XIX века находилось Павловское волостное правление. Здесь же было правление Павловского сельсовета до середины 1930-х годов, когда оно было переведено в город Каргополь. 
В 1929 году Надпорожская волость была преобразована в Надпорожский сельский совет.
В 1967 году Надпорожский сельсовет был ликвидирован, а его населённые пункты вошли в состав Павловского сельского совета.

## Население
| 2010  | 2011  | 2012  | 2013  | 2014  | 2015  | 2016  |
| ----- | ----- | ----- | ----- | ----- | ----- | ----- |
| 2148  | ↘2138 | ↘2113 | ↗2118 | ↘2091 | ↘2046 | ↘1993 |
| 2017  | 2018  | 2019  | 2020  |       |       |       |
| ↘1954 | ↘1910 | ↘1886 | ↘1827 |       |       |       |

Численность населения муниципального образования на 01.01.2011 года составляет 2138 человек. В 2010 году было 2638 человек. В 2005 году в поселении было 2646 человек.

## Экономика
Сельское хозяйство и лесозаготовка. 2 школы: МОУ «Павловская средняя общеобразовательная школа»; МОУ «Казаковская начальная школа — детский сад».

## Традиционные праздники
- 12 июля, праздник Нокольской стороны «Петров день» (д. Морщихинская)
- 2 августа, праздник Калитинской стороны «Ильин день» (д. Большая Кондратовская)

## Состав сельского поселения
| №  | Населённый пункт      | Тип населённого пункта          | Население |
| -- | --------------------- | ------------------------------- | --------- |
| 1  | Абакумово             | деревня                         | ↘95       |
| 2  | Андроновская          | деревня                         | ↘26       |
| 3  | Белая                 | деревня                         | ↗23       |
| 4  | Большая Кондратовская | деревня                         | ↗18       |
| 5  | Большая Середка       | деревня                         | →0        |
| 6  | Быково                | деревня                         | →0        |
| 7  | Васьковская           | деревня                         | ↗8        |
| 8  | Волошка               | деревня                         | →0        |
| 9  | Демидовская           | деревня                         | →7        |
| 10 | Еремеевская           | деревня                         | ↘2        |
| 11 | Ершиха                | деревня                         | →0        |
| 12 | Жуковская             | деревня                         | ↘65       |
| 13 | Залесье               | деревня                         | →0        |
| 14 | Заляжье               | деревня                         | ↘3        |
| 15 | Зелёный Бор           | посёлок                         | ↗153      |
| 16 | Игнашевская           | деревня                         | →0        |
| 17 | Казаково              | деревня                         | ↗394      |
| 18 | Калитинка             | деревня                         | ↗81       |
| 19 | Кипрово               | деревня                         | ↘192      |
| 20 | Кириллово             | деревня                         | →1        |
| 21 | Кривошеиха            | деревня                         | →0        |
| 22 | Кузино                | деревня                         | ↘9        |
| 23 | Кузьмина              | деревня                         | →0        |
| 24 | Лавровская            | деревня                         | ↘3        |
| 25 | Лазаревская           | деревня                         | ↘92       |
| 26 | Лапинская             | деревня                         | ↗10       |
| 27 | Лашутино              | деревня                         | →0        |
| 28 | Лодыгино              | деревня                         | ↘12       |
| 29 | Лукино                | деревня                         | ↗210      |
| 30 | Малая Кондратовская   | деревня                         | ↘4        |
| 31 | Мартаково             | деревня                         | ↗2        |
| 32 | Меньшаковская         | деревня                         | ↘10       |
| 33 | Морщихинская          | деревня                         | ↗13       |
| 34 | Мыза                  | деревня                         | ↗3        |
| 35 | Петровская            | деревня                         | ↗142      |
| 36 | Погост                | деревня                         | ↘3        |
| 37 | Полупоповка           | деревня                         | →0        |
| 38 | Пономарево            | деревня                         | →0        |
| 39 | Поршневская           | деревня                         | →3        |
| 40 | Потаниха              | деревня                         | →0        |
| 41 | Пригородный           | посёлок, административный центр | ↘502      |
| 42 | Рябово                | деревня                         | →0        |
| 43 | Савино                | деревня                         | ↗3        |
| 44 | Сидоровская           | деревня                         | ↘9        |
| 45 | Стегневская           | деревня                         | ↗21       |
| 46 | Тарасовская           | деревня                         | →0        |
| 47 | Тимошинская           | деревня                         | ↘7        |
| 48 | Турово                | деревня                         | ↗12       |
| 49 | Чертовицы Нижние      | деревня                         | →0        |

### Карты
- [web.archive.org/web/20060707071745/mapp37.narod.ru/map1/index089.html Топографическая карта P-37-89,90_ Каргополь]